# LeChuck
LeChuck é um personagem fictício da série de jogos eletrônicos de aventura Monkey Island. Criado por Ron Gilbert, LeChuck apareceu pela primeira vez em The Secret of Monkey Island e é o antagonista principal da série. Gilbert se inspirou em aspectos dos personagens do livro de 1988 On Stranger Tides de Tim Powers para criar o vilão.
Um capitão pirata zumbi, LeChuck é obcecado em perseguir seu amor pela heroína da série, Elaine Marley, e em buscar vingança sobre o protagonista Guybrush Threepwood, que é constantemente responsável por frustrar seus planos. Algumas vezes, ele é representado como sendo irmão de Guybrush. LeChuck não é limitado a uma só encarnação e já foi retratado como um fantasma, um zumbi e um demônio, entre outras formas. Apesar de manipulável e ingênuo às vezes, LeChuck é um vilão poderoso e inteligente, fazendo uso extensivo de mágica vodu em seus planos megalomaníacos.
O personagem de LeChuck foi muito bem recebido por críticos de jogos eletrônicos e já apareceu em diversas listas sobre os melhores vilões de todos os tempos.

## Designdo personagem
LeChuck foi criado por Ron Gilbert. O conceito de Gilbert para LeChuck, especialmente seu frequente uso de mágica vodu, foi influenciado pelos personagens do livro On Stranger Tides, escrito por Tim Powers em 1988. A parte "Chuck" do nome do personagem veio do gerente geral Steve Arnold da Lucasfilm, que disse a Gilbert que gostava muito do nome Chuck e queria que ele aparecesse em mais jogos.
Enquanto os dois primeiros jogos da série não incluíam dublagem, o ator Earl Boen dublou LeChuck em The Curse of Monkey Island e Escape from Monkey Island, reprisando o papel mais tarde nas recriações dos dois primeiros jogos. Boen esteve inicialmente ausente para Tales of Monkey Island da Telltale Games; o personagem foi então dublado por Adam Harrington no primeiro capítulo, com Kevin Blackton dublando a versão humana do personagem nos capítulos seguintes. Boen voltou a interpretar o papel nos dois capítulos finais, quando LeChuck volta a sua forma zumbi; Boen mas tarde gravou as falas de Harrington no primeiro capítulo para o lançamento do jogo em DVD. Boen se aposentou em 2017 e, quando abordado por Gilbert para dublar LeChuck mais uma vez em Return to Monkey Island, decidiu que estava velho demais e deu sua bênção para ser substituído, com Jess Harnell tomando seu lugar.
Gilbert traçou paralelos entre LeChuck e o personagem Davy Jones da série de filmes Pirates of the Caribbean, sugerindo que LeChuck pode ter servido como inspiração para a atitude, tom e design do personagem. Sobre a aparência de Jones, Gilbert escreveu: "se eu tivesse pensado em tentáculos no lugar da barba, eu teria feito isso."

## Recepção
O personagem foi muito bem recebido pela crítica. A IGN o descreveu junto de Guybrush e Elaine como alguns dos "personagens de aventura mais amados de todos os tempos." A Electronic Gaming Monthly ranqueou LeChuck no oitavo lugar em sua lista dos melhores mortos-vivos, afirmando que o personagem é "um vilão não inteiramente brilhante que geralmente revela a própria fraqueza [...] a versatilidade de LeChuck compensa o que ele não tem de senso comum; ele aparece como um pirata fantasma maligno e como um pirata morto-vivo-demônio-zumbi-fantasma maligno. Isso cobre todo o espectro de piratas mortos-vivos."
O personagem é considerado um dos melhores vilões de todos os tempos. Em 2010, a IGN listou LeChuck como o 24º melhor vilão de jogos eletrônicos e elogiou sua adaptabilidade, tendo sido um fantasma, zumbi, demônio e humano. Enquanto a GamesRadar+ listou este "assustados pirata demônio/zumbi/fantasma" em sua lista de melhores vilões da história no número 25, a WhatCulture! o ranqueou no número 48 de sua lista com o mesmo tema. Na lista dos vilões de jogos "mais legais" da Complex em 2012, LeChuck foi incluído no décimo lugar. Ele também foi listado como o oitavo melhor personagem na história dos jogos para computador em 2008 pela PC Zone. A publicação comentou: "Guybrush Threepwood e Stan o Vendedor de Navios Usados são estrelas, mas foi o maligno Pirata LeChuck que se tornou o garoto/fantasma/zumbi/demônio principal da série Monkey Island."